# Ford Taurus X
Der Ford Taurus X ist ein Crossover-SUV mit sieben Sitzen, der von der Ford Motor Company in den USA hergestellt wurde. Der Wagen war innerhalb der Modellpalette zwischen dem fünfsitzigen Edge und dem ebenfalls siebensitzigen Crossover-SUV Flex angesiedelt. Er ersetzte den Freestyle, der 2005 eingeführt worden war, und als eine Weiterentwicklung dieses Modells anzusehen ist. Der Name Taurus wurde deswegen ausgewählt, weil er auf gleichen Plattform wie der Ford Taurus aufbaut.
Der Taurus X wurde auf der Chicago Auto Show Mitte 2007 vorgestellt, zusammen mit den Modellen Ford Taurus und Mercury Sable, den überarbeiteten Versionen des Ford Five Hundred und des Mercury Montego. Der Wagen war als Konkurrenzmodell zu Fahrzeugen wie dem Hyundai Veracruz, dem Suzuki XL7, dem Saturn Outlook und dem Toyota Highlander konzipiert. Innerhalb des Fordprogramms sollte der Taurus X für Kunden auch eine Alternative zum Explorer bieten.
Ford-Direktor Alan Mulally merkte an, dass Fords Marketingidee, die Namen aller neuen Modelle mit dem Buchstaben F beginnen zu lassen, dazu führte, dass sich Interessenten die Namen der neuen Ford-Modelle nicht einprägten. Daher  wurde der Freestyle in Taurus X umbenannt, und bei den Limousinen Five Hundred und Mercury Montego fanden die traditionsreichen Bezeichnungen Taurus und Sable wieder Verwendung.
Hinsichtlich der Konstruktion ähnelt der Taurus X dem Ford Edge. Wie der Edge besitzt auch der Taurus X den neugestalteten Ford-Grill mit drei horizontalen Chromstäben, in dessen Mitte die Ford-Pflaume platziert ist. Der Wagen verfügt über eine aggressive Fahrzeugfront, Chromzierrat und LED-Rückleuchten. Auch der Taurus X war ähnlich wie der Explorer in einer Ausstattungslinie Eddie Bauer erhältlich. Das Fahrzeug verfügt wie auch sein Vorgänger, der Ford Freestyle, über drei Sitzreihen und bietet wie auch viele wesentlich größere Fahrzeuge Platz für sieben Personen.
Der Taurus X basiert auf der Ford-D3-Plattform, sein überarbeiteter Antriebsstrang war allerdings nicht mehr an das beim Freestyle verwendete CVT-Getriebe gekoppelt. Beim Taurus X wurde ein neues, von Ford und GM gemeinsam entwickeltes 6-Stufen-Automatikgetriebe und ein neuer Ford Duratec 3.5 V6-Motor verbaut.
Der Wagen war auf Wunsch mit elektrisch zusammenklappbaren Sitzen und einer elektrisch zu betätigenden Heckklappe erhältlich. Wie sein Vorgänger verfügt auch der Taurus X über eine erhöhte Sitzposition für einen leichteren Ein- und Ausstieg.
Die Produktion des Taurus X wurde mit dem Modellwechsel beim Ford Taurus im Sommer 2009 eingestellt.